# Franz Ignaz Saur
Franz Ignaz Saur, bekannt unter der Kurzform J. F. Saur oder F. I. Saur, war ein Zeichner, insbesondere Veduten- und Ornamentzeichner.
Saur war im 18. Jahrhundert in Augsburg tätig. Nach seiner Vorlage schuf der Kupferstecher Georg Balthasar Probst beispielsweise die – von der Gottfried Wilhelm Leibniz Bibliothek – Niedersächsische Landesbibliothek auf das Jahr 1700 datierte – Ansicht auf die Stadt Hannover.